# Holiday in Brazil
Holiday in Brazil, connu également sous le titre Brazilliance Volume 2, est un album de samba-jazz enregistré en 1958 par le guitariste brésilien Laurindo Almeida et le saxophoniste américain Bud Shank, et publié sur le label World Pacific Records.

## Historique

### Contexte
Cet album fait suite à l'album Laurindo Almeida Quartet featuring Bud Shank (ou Brazilliance Volume 1), un album innovant de « samba-jazz » selon les termes d'Almeida lui-même, mélangeant jazz et musique brésilienne, par lequel Almeida  et Shank ont été dès 1953 les pionniers de la fusion de la musique brésilienne et du jazz et influencé Antônio Carlos Jobim, cofondateur du style bossa nova en 1958.
En mars 1958, Almeida et Shank retournent en studio pour donner une suite à leur collaboration de 1953, cette fois avec Gary Peacock à la basse et Chuck Flores (qui avait travaillé avec Shank dans l'orchestre de Herman) à la batterie.
Cet album est légèrement antérieur à la fondation de la bossa nova par Antônio Carlos Jobim, Vinícius de Moraes et João Gilberto, marquée officieusement par l'album Canção do amor demais composé par Jobim et de Moraes et enregistré par la chanteuse Elizeth Cardoso en mai 1958, et officiellement par l'album Chega de saudade de João Gilberto paru en 1959,,,,,.
Holiday in Brazil précède par ailleurs de plus de trois ans les premiers morceaux de bossa nova américaine enregistrés par Dizzy Gillespie et Herb Ellis à l'automne 1961, et le fameux album au succès planétaire Jazz Samba enregistré en février 1962 par Charlie Byrd avec l'aide de Stan Getz,,,.
Après Holiday in Brazil, rebaptisé plus tard Brazilliance Volume 2, viendra enfin en 1959 Latin Contrasts,, parfois appelé Brazilliance Volume 3.

### Enregistrement et production
Les dix morceaux de l'album sont enregistrés en mars 1958 au studio Radio Recorders de Los Angeles par Bud Shank (saxophone et flute), Laurindo Almeida (guitare, arrangements), Gary Peacock (contrebasse) et Chuck Flores (percussions).
L'album est enregistré par Dayton Howe, producteur et ingénieur du son.
Il est produit par le fondateur du label Pacific Jazz Records (label rebaptisé World Pacific Records en 1957) Dick Bock (Richard Bock), un producteur de jazz West Coast né en 1927 à New York et mort en 1988 à Los Angeles.

### Publication
L'album sort en 1959 en disque vinyle sur le label World Pacific Records sous le titre Holiday In Brazil et la référence WP-1259.
L'illustration de la couverture est l'œuvre de Patty Roberts, et la conception graphique de l'album est l'œuvre de Stan Levy.

### Rééditions
L'album est réédité en disque vinyle LP à partir de 1962 sous le titre Brazilliance Vol. 2 par les labels World Pacific Records, Tizoc et Music.
En 2013, le label Jasmine, une maison de disques londonienne spécialisée dans les rééditions de jazz, de country et de blues, regroupe Brazilliance Vol. 1 (Laurindo Almeida Quartet featuring Bud Shank) et Brazilliance Vol. 2 (Holiday In Brazil) sur un même CD portant le titre The Brazilliance of Laurindo Almeida and Bud Shank Volumes 1 & 2 et la référence JASCD 271.

## Accueil critique
Pour le label Jasmine « Cet hybride musical combinait ces deux genres sur une base plus artistique que ce qui avait été fait auparavant ou a été fait ensuite. Un merveilleux et sincère respect traverse cette superbe collection et l'admiration que ces deux artistes avaient l'un pour l'autre transparaît sur chaque morceau ».
Pour Sam Hick, auteur en 2013 du texte de la notice du CD The Brazilliance of Laurindo Almeida and Bud Shank Volumes 1 & 2 : « Lorsque le parfum du folk brésilien fusionne avec le jazz américain, les deux genres musicaux acquièrent un nouveau relief, imprégnés de nouvelles textures et de nouveaux concepts créatifs ».

## Liste des morceaux
Parmi les dix titres, six sont de Laurindo Almeida et un est de Bud Shank.
| 1.    | Simpatico                      | Stanley Wilson                     | 02:56 |
| 2.    | Rio Rhapsody                   | Laurindo Almeida, Radamés Gnattali | 03:38 |
| 3.    | Nocturno                       | Laurindo Almeida                   | 03:31 |
| 4.    | Little Girl Blue               | Rodgers & Hart                     | 02:41 |
| 5.    | Choro In "A"                   | Laurindo Almeida                   | 02:32 |
| 6.    | Mood Antigua                   | Bud Shank                          | 04:05 |
| 7.    | The Color of Her Hair          | Laurindo Almeida                   | 01:57 |
| 8.    | Lonely                         | Laurindo Almeida                   | 03:53 |
| 9.    | I Didn't Know What Time It Was | Rodgers & Hart                     | 02:46 |
| 10.   | Carioca Hills                  | Laurindo Almeida                   | 03:05 |
| 30:04 |                                |                                    |       |

## Musiciens
- Laurindo Almeida : guitare
- Bud Shank : saxophone alto
- Gary Peacock : contrebasse
- Chuck Flores : percussions